# Salmonée
Dans la mythologie grecque, Salmonée (en grec ancien Σαλμωνεύς / Salmōneús) est un des fils d'Éole (lui-même fils d'Hellen) et d'Énarété  ou Iphis.

## Mythologie
Il passe sa jeunesse en Thessalie puis émigre en Élide, où il fonde la ville de Salmoné, dont il devient le roi. Marié dans un premier temps à Alcidicé, dont il a une fille, Tyro, il épouse, après le décès de sa femme, Sidéro, qui devient rapidement une marâtre pour Tyro. Salmonée osa imiter le tonnerre de Zeus, par hybris,, construit une route pavée de bronze sur laquelle il lance un char, aux roues de fer ou de cuivre, traînant des chaînes. En même temps, il lance à droite et à gauche des torches enflammées qui figurent les éclairs. Cet acte d'impiété aux yeux des dieux est puni par Zeus qui anéantit, en utilisant le véritable foudre, Salmonée ainsi que la cité qu'il venait de fonder.

## Sources
- Virgile, Énéide [détail des éditions] [lire en ligne] (VI, 585 et suiv.).